# Hadsund (plaats)
Hadsund ([ha̝ð̠ˠ̞ˈsɔ̟̝nˀ]) is een plaats en voormalige gemeente in Denemarken.
De voormalige gemeente Hadsund valt sinds de herindeling van 2007 onder de nieuw gevormde gemeente Mariagerfjord.
De plaats Hadsund telt 5003 inwoners (2018). Hadsund heeft een kleine haven gelegen aan het Mariager Fjord en is daardoor verbonden met het Kattegat. Sinds 1975 heeft het dorp een groot overdekt winkelcentrum.

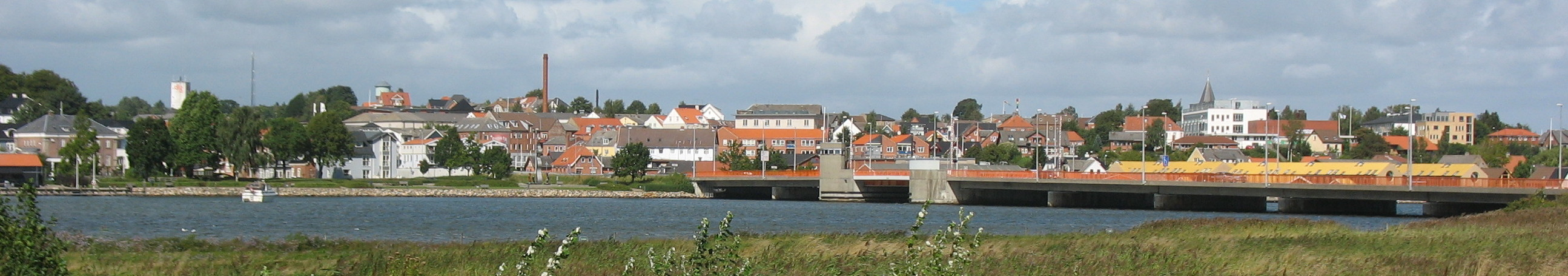
Hadsund

- Library of Congress Control Number: n83020388
- Nationale Bibliotheek van Israël: 987007564449205171
- Virtual International Authority File: 148493996